# Saluto col gomito

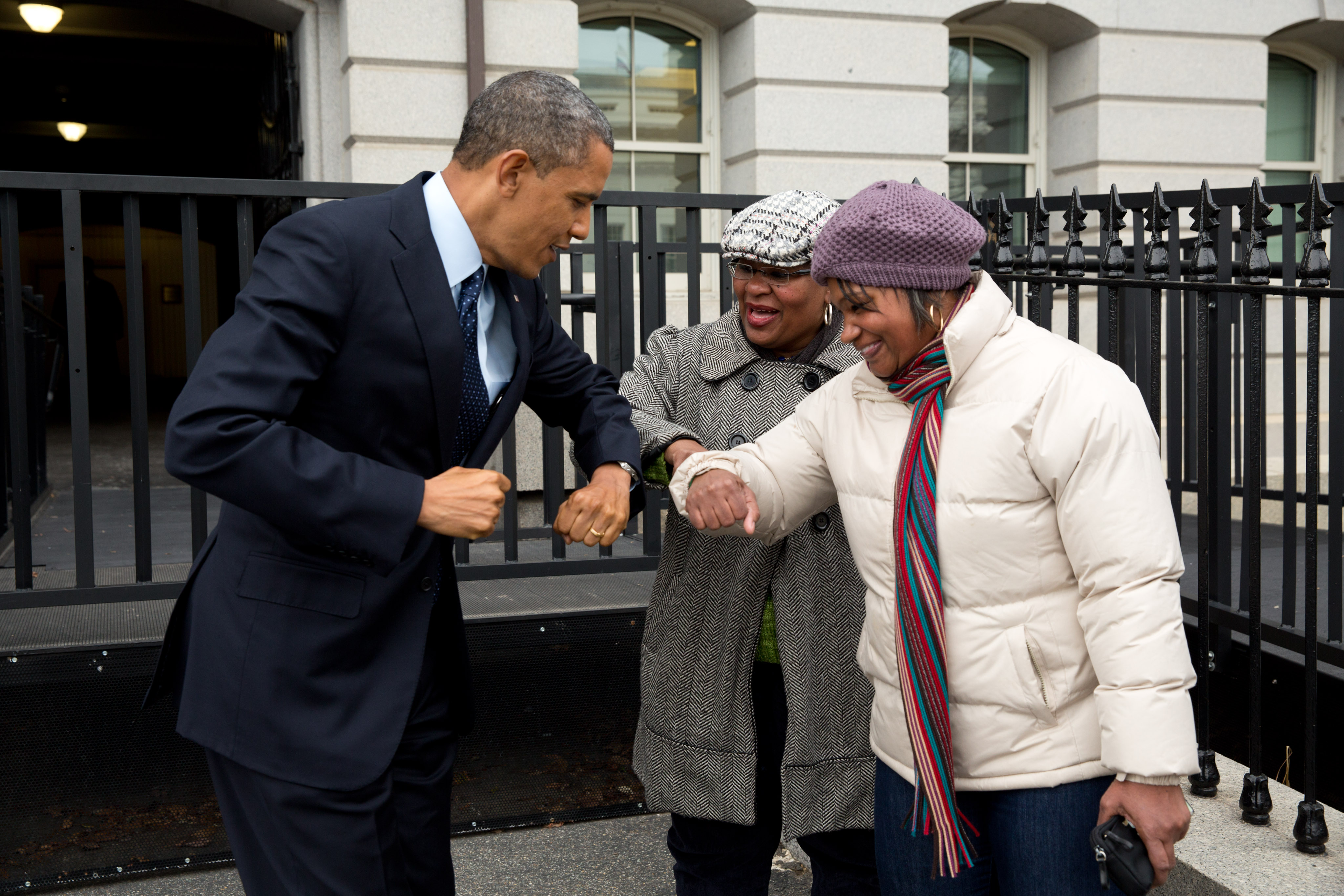
Barack Obama mentre saluta col gomito

Il saluto col gomito, noto anche come saluto con il gomito, saluto gomito, gomito-gomito o chiamato anche con l'equivalente termine inglese elbow bump (in italiano letteralmente urto del gomito), è un saluto informale in cui due persone si toccano i gomiti.

## Descrizione

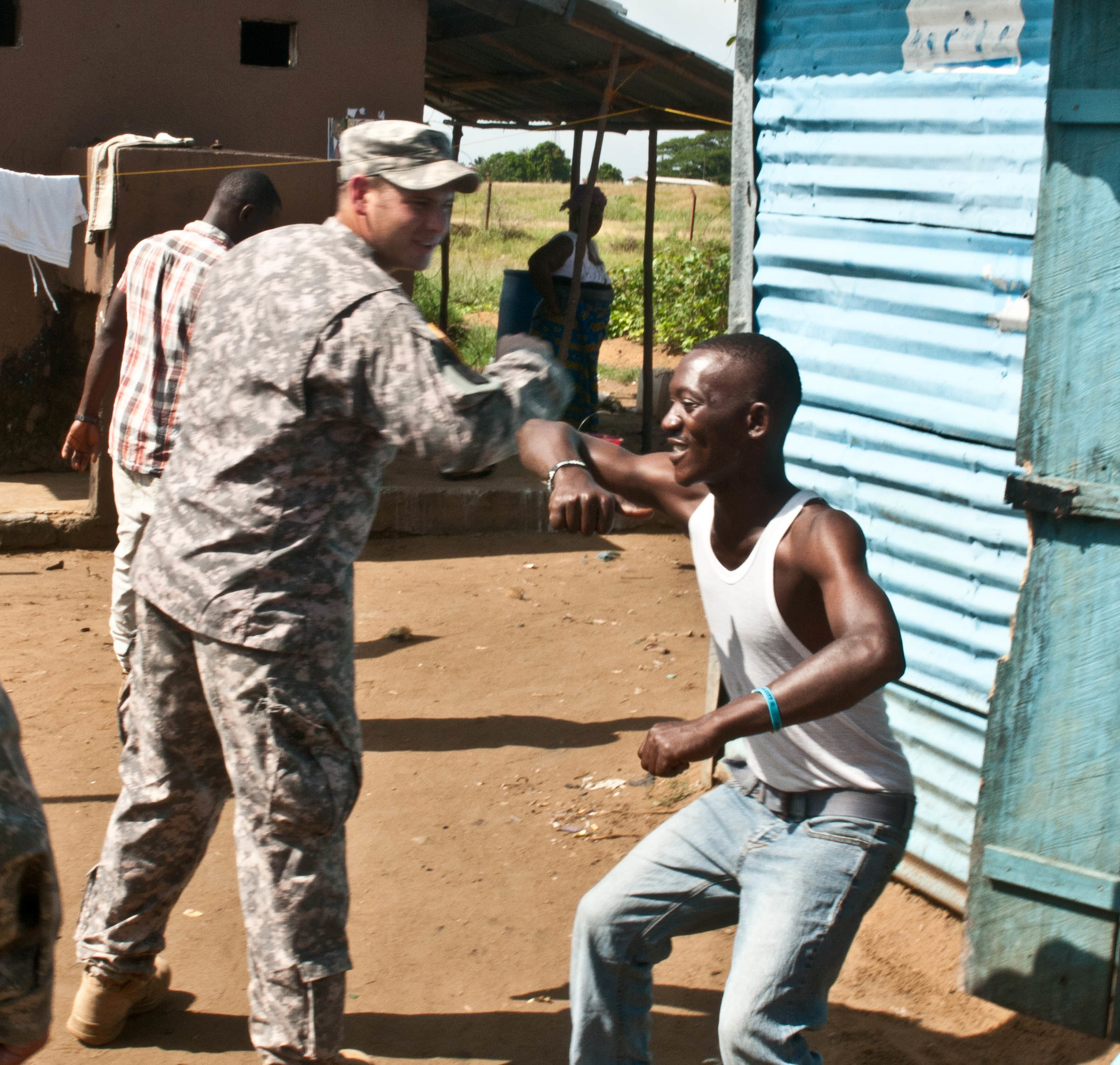
Un soldato americano mentre saluta col gomito un civile in Liberia durante epidemia di ebola 2014

Questo saluto è stato ampiamente utilizzato durante l'influenza aviaria del 2006, la pandemia di influenza suina del 2009, l'epidemia di Ebola del 2014 e la pandemia di COVID-19 (insieme al fist bump), quando gli organi sanitari hanno raccomandato il suo uso come alternativa alla stretta di mano per ridurre il contagio e la diffusione di germi.
Durante la pandemia di coronavirus del 2020, le autorità sanitarie hanno ravvisato che anche questa tipologia di saluto potrebbe essere rischiosa ai fini di un eventuale contagio e hanno suggerito di salutare a distanza.
L'Organizzazione mondiale della sanità nel 2006, a causa dei timori di una possibile pandemia di influenza aviaria, ha proposto di utilizzare questo saluto come mezzo per "tenere lontani i contatti tra le persone". Michael Bell è stato uno dei principali sostenitori del suo utilizzo, osservando che può anche aiutare a limitare la diffusione di malattie come l'Ebola, modellando un comportamento sociale che limita il contatto fisico. In Messico il saluto col gomito è stati ampiamente utilizzato quando è iniziata la diffusione della pandemia di influenza suina, per ridurre la diffusione della malattia. Durante la pandemia di coronavirus, il gesto si è sostituito alla stretta di mano, diffondendosi anche in contesti formali tra le massime cariche degli stati. Nel settembre 2020 però la stessa OMS ha ritrattato, definendolo poco sicuro e potenziale veicolo per la trasmissione di infezioni e microrganismi, preferendogli la mano sul cuore come gesto di saluto.